# Caprella rinki
Caprella rinki is een vlokreeftensoort uit de familie van de Caprellidae. De wetenschappelijke naam van de soort is voor het eerst geldig gepubliceerd in 1916 door Stephensen.